# Tuniso-Européens
Les Tuniso-Européens ou Tunisiens européens sont les Tunisiens d'origine européenne, notamment des Français, Allemands, Britanniques, Italiens (principalement Siciliens et Sardes), Maltais, Russes, Slaves, Grecs, Ibères, Circassiens et Turcs.
En 1926, on dénombre 90 000 Italiens en Tunisie contre 70 000 Français, alors que la Tunisie est un protectorat français, ainsi que 8 396 Maltais. Avant son indépendance en 1956, on y dénombre 255 000 Européens.